# Comuna de Krotoszyce
Krotoszyce (polaco: Gmina Krotoszyce) é uma gminy (comuna) na Polónia, na voivodia de Baixa Silésia e no condado de Legnicki. A sede do condado é a cidade de Krotoszyce.
De acordo com os censos de 2004, a comuna tem 2975 habitantes, com uma densidade 44 hab/km².

## Área
Estende-se por uma área de 67,59 km², incluindo:
- área agricola: 84%
- área florestal: 5%

## Demografia
Dados de 30 de Junho 2004:
|                      | Total   | Total | Mulheres | Mulheres | Homens  | Homens |
| -------------------- | ------- | ----- | -------- | -------- | ------- | ------ |
|                      | pessoas | %     | pessoas  | %        | pessoas | %      |
| População            | 2975    | 100   | 1506     | 50,6     | 1469    | 49,4   |
| Densidade (pop./km²) | 44      | 100   | 22,3     | 22,3     | 21,7    | 21,7   |

De acordo com dados de 2002, o rendimento médio per capita ascendia a 1640,54 zł.

## Subdivisões
- Babin-Kościelec, Czerwony Kościół, Dunino, Janowice Duże, Kozice, Krajów, Krotoszyce, Prostynia, Szymanowice, Tyńczyk Legnicki, Warmątowice Sienkiewiczowskie, Wilczyce, Winnica, Złotniki.

## Comunas vizinhas
- Legnica, Legnickie Pole, Męcinka, Miłkowice, Złotoryja